# 清化寺
清化寺，位于山西省晋城市高平市城东北10公里的团池村，是中华人民共和国全国重点文物保护单位之一。
1996年1月12日公布为山西省文物保护单位。2019年10月7日公布为第八批全国重点文物保护单位。